# Diphtheroptila brideliae
Diphtheroptila brideliae är en fjärilsart som beskrevs av Lajos Vári 1961. Diphtheroptila brideliae ingår i släktet Diphtheroptila och familjen styltmalar. Inga underarter finns listade i Catalogue of Life.